# Saint-Didier-des-Bois
Saint-Didier-des-Bois – miejscowość i gmina we Francji, w regionie Normandia, w departamencie Eure.
Według danych na rok 1990 gminę zamieszkiwały 844 osoby, a gęstość zaludnienia wynosiła 151 osób/km² (wśród 1421 gmin Górnej Normandii Saint-Didier-des-Bois plasuje się na 284. miejscu pod względem liczby ludności, natomiast pod względem powierzchni na miejscu 642.).